# Hedwiga Reicher
Pour les articles homonymes, voir Reicher.
Hedwiga Reicher (1884-1971) est une actrice allemande, sœur de Frank Reicher et fille d'Emanuel Reicher

## Filmographie partielle
- 1925 : A Lover's Oath de Ferdinand P. Earle
- 1927 : Le Roi des rois (The King of Kings), de Cecil B. DeMille
- 1928 : The Leopard Lady de Rupert Julian
- 1929 : Sa vie m'appartient (True Heaven) de James Tinling
- 1929 : L'Isolé (Lucky Star), de Frank Borzage
- 1929 : La Fille sans dieu ou Les Damnés du cœur (The Godless Girl) , de Cecil B. DeMille
- 1935 : Code secret (Rendezvous) de William K. Howard
- 1936 : La Maison aux mille bougies (en) (The House of a Thousand Candles), d'Arthur Lubin[2]
- 1936 : Sa Vie secrète (en) (I Married a Doctor), d'Archie Mayo[3]
- 1936 : La Fille de Dracula (Dracula's Daughter), de Lambert Hillyer
- 1939 : Les Aveux d'un espion nazi (Confessions of a Nazi Spy), d'Anatole Litvak
- 1940 : La Balle magique du Docteur Ehrlich (Dr. Ehrlich's Magic Bullet), de William Dieterle[4]

## Ses rôles à Broadway
- On the Eve (de Martha Morton (en) d'après Leopold Kampf (ru)) en 1909
- The Next of Kin (de Charles Klein (en)) en 1909
- La Dame de la mer (de Henrik Ibsen) en 1911[5]
- The Thunderbolt (d'Arthur Wing Pinero) en 1911
- June Madness (de Henry Kitchell Webster (en)) en 1912
- The Stronger (d'August Strindberg) en 1913
- When the Young Vine Blooms(de Bjornstjerne Bjornson) en 1915
- Caliban of the Yellow Sands (de Percy MacKaye (en)) en 1916

## Sources
- (en) Cet article est partiellement ou en totalité issu de l’article de Wikipédia en anglais intitulé « Hedwiga Reicher » (voir la liste des auteurs).